# Blue Spring
Blue Spring è un album di Kenny Dorham con Julian Cannonball Adderley, pubblicato dalla Riverside Records nel 1959.

## Tracce
Lato A
1. Blue Spring – 6:08 (Kenny Dorham)
2. It Might as Well Be Spring – 7:36 (Richard Rodgers, Oscar Hammerstein II)
3. Poetic – 6:43 (Kenny Dorham)

Durata totale: 20:27
Lato B
1. Spring Is Here – 6:32 (Kenny Dorham)
2. Spring Cannon – 4:48 (Kenny Dorham)
3. Passion Spring – 8:27 (Richard Rodgers, Lorenz Hart)

Durata totale: 19:47

## Musicisti
Kenny Dorham Septet
- Kenny Dorham - tromba
- Julian Cannonball Adderley - sassofono alto
- Cecil Payne - sassofono baritono
- Cedar Walton - pianoforte
- Dave Amram - french horn
- Paul Chambers - contrabbasso
- Jimmy Cobb - batteria (A1, A2, A3 e B1)
- Philly Joe Jones - batteria (B2 e B3)